# Eleanor Rosch
Eleanor Rosch, antes conocida como Eleanor Rosch Heider, (Nueva York, 1938) es una psicóloga estadounidense. Es catedrática de Psicología en la Universidad de California en Berkeley, especializada en psicología cognitiva, conocida sobre todo por su trabajo en categorización, y en particular por su teoría de prototipos, que ha influido profundamente en el campo de la psicología cognitiva.
A lo largo de su trayectoria, Rosch ha llevado a cabo una extensa investigación centrada en gran variedad de temas, incluidas la categorización semántica, la representación mental de conceptos y la lingüística. Sus campos de investigación incluyen la cognición, los conceptos, la causalidad, el pensamiento, la memoria y la psicología intercultural, oriental y de la religión. Sus últimos trabajos acerca de la psicología de la religión ponen de manifiesto las implicaciones del budismo y de los aspectos contemplativos de las religiones occidentales en la psicología moderna.

## Biografía y formación académica
Rosch nació en la ciudad de Nueva York, hija de un profesor de inglés de Inglaterra y de una refugiada rusa. Realizó una tesina de filosofía en el Reed College sobre Ludwig Wittgenstein, de quien dijo que la curó de haber estudiado filosofía.
Tras acabar sus estudios, fue trabajadora social en Portland durante varios años. Después ingresó en la Universidad de Harvard para estudiar psicología clínica en el entonces Departamento de Relaciones Sociales. Bajo la dirección de Roger Brown, presentó una tesis doctoral que cambió el paradigma en Harvard sobre la formación de categorías. Tras un breve período en la Universidad Brown y en el Connecticut College, Rosch se unió al Departamento de Psicología de la Universidad de California, Berkeley, en 1971.

## Investigación
A partir de los experimentos de campo que Rosch dirigió (junto con su entonces marido, el antropólogo Karl G. Heider), en la década de 1970, sobre el pueblo dani de Papúa Nueva Guinea, concluyó que al categorizar un objeto o una experiencia cotidiana, la gente confía menos en definiciones abstractas de categorías que en una comparación del objeto o la experiencia dados con lo que consideran el objeto o la experiencia que mejor representan una categoría (prototipo).
Aunque los dani carecen de palabras para todos los colores que existen en inglés (su idioma contiene solo dos términos de color que dividen todos los colores en la categoría "claro, brillante" o en la categoría "oscuro, frío"), Rosch demostró que incluso así podían clasificar los objetos por colores para los cuales no tenían palabras. Probó que los objetos básicos tienen una importancia psicológica que trasciende las diferencias culturales y conforman la manera en que tales objetos se representan mentalmente. Concluyó que las personas de diferentes culturas tienden a categorizar objetos mediante el uso de prototipos, aunque los prototipos de categorías particulares pueden variar.
Rosch contribuyó a múltiples trabajos académicos de análisis taxonómico de objetos basados en estos prototipos ("silla") y términos subordinados ("silla alta de cuero negro"). Infirió que el uso excesivo de términos subordinados podría atribuirse a una actitud de esnobismo y elitismo.
Su obra ha sido a menudo relacionada con la de la investigadora de visión artificial y aprendizaje profundo Aude Oliva, quien se ha basado en las clasificaciones de objetos de Rosch para enseñar a los ordenadores a reconocer escenas básicas interpretadas por humanos.

## Publicaciones

### Libros
- 1991 (con Francisco Varela y Evan F. Thompson). La mente encarnada. MIT Press.
- 1978 (con Lloyd, B., eds). Cognición y categorización. Hillsdale Nueva Jersey: Lawrence Erlbaum Associates.[9]

### Capítulos de libros
- 1973, "On the Internal Structure of Perceptual and Semantic Categories." In T. Moore (ed.), Cognitive Development and the Acquisition of Language, New York: Academic Press, 1973.
- 1974, Linguistic relativity. In: E. Silverstein (ed.) Human Communication: Theoretical Perspectives, Hillsdale, NJ: Lawrence Erlbaum.
- 1977, "Human Categorization" in Warren, Neil, ed., Advances in Cross-Cultural Psychology 1: 1-72. Academic Press.
- 1983, "Prototype classification and logical classification: The two systems" in Scholnick, E., New Trends in Cognitive Representation: Challenges to Piaget's Theory. Hillsdale, NJ: Lawrence Erlbaum Associates: 73-86.

### Documentos científicos

#### Categorización y teoría de prototipos
- Rosch, E.H. (1973). «Natural categories». Cognitive Psychology 4 (3): 328-50. doi:10.1016/0010-0285(73)90017-0.

#### Psicología de la religión
- Eleanor Rosch (2002). «How to catch James's mystic germ: Religious experience, Buddhist meditation and psychology». Journal of Consciousness Studies 9 (9–10): 37-56. ISSN 1355-8250.
- Eleanor Rosch (2003). «The basis of compassion: Western science in dialog with the Dalai Lama». PsycCRITIQUES 48 (3): 330-332. ISSN 1554-0138. doi:10.1037/000807.
- Eleanor Rosch (2007). «More than mindfulness: When you have a tiger by the tail, let it eat you». Psychological Inquiry 18 (4): 258-264. ISSN 1047-840X. doi:10.1080/10478400701598371.
- Eleanor Rosch & Eman Fallah (2007). «Science and religion, Dalai Lama style». PsycCRITIQUES 52 (20): np. ISSN 1554-0138. doi:10.1037/a0007895.

## Reconocimientos
Rosch es miembro de la Cognitive Science Society Ha sido moderadora en varios debates con el Dalai Lama.